# Ander Vitoria
Ander Vitoria Aguirre (Igorre, Vizcaya, 22 de enero de 1990) es un futbolista español que juega como delantero en el Club Deportivo Soneja de Tercera Federación.

## Trayectoria
Ander llegó a la cantera del Athletic Club con diez años, donde rápidamente se convirtió en una de sus grandes promesas. En 2007, tras proclamarse campeón de Europa sub-17, ascendió al Club Deportivo Basconia. Sin embargo, tras tres temporadas en Tercera División, se marchó cedido a la S. D. Lemona de Segunda B. En su primer año en la categoría de bronce anotó tres tantos, aunque no consiguió disputar muchos minutos. Su siguiente destino fue la S. D. Amorebieta, donde igualó la marca de tres goles del año anterior. En la temporada 2012-13 fue jugador del Club Portugalete de Tercera División, tras abandonar el club rojiblanco. Tras su gran temporada firmó libre por la U. E. Sant Andreu en 2013, ya en Segunda B, donde marcó seis tantos.
En 2014 se unió a la Sociedad Deportiva Leioa, logrando una cifra de trece goles entre Liga y Copa. En la temporada 2015-16 jugó en el Burgos Club de Fútbol, donde mantuvo la titularidad aunque su cifra de tantos bajó a siete.
En verano de 2016 firmó por el Barakaldo Club de Fútbol. Con este club consiguió marcar 31 goles, cuatro de ellos en Copa del Rey, en sólo dos temporadas. En julio de 2018 se incorporó a la Unión Deportiva Logroñés. En Logroño estuvo tres temporadas, logrando un ascenso a Segunda División en su segunda campaña. El 7 de noviembre de 2020 marcó su primer gol en Segunda División en un triunfo frente al Cartagena (0-1). El 2 de enero de 2021 anotó el gol del triunfo frente al CD Mirandés.
En julio de 2021 se marchó para seguir su carrera en la Cultural Leonesa de Primera Federación. Tras una temporada en la que anotó diez tantos, el club decidió rescindir el contrato de mutuo acuerdo con el futbolista por problemas extradeportivos.
El 28 de julio de 2022 se incorporó al Hércules de Segunda Federación.

## Selección nacional
El 13 de mayo de 2007 se proclamó campeón de Europa sub-17 con la selección española sub-17, junto a su compañero Isma López, en una generación que contaba con jugadores como Bojan Krkić, Nacho Fernández, David de Gea, Iago Falqué o Ignacio Camacho.

## Clubes
| Club                         | País   | Año       |
| ---------------------------- | ------ | --------- |
| C. D. Basconia               | España | 2007-2010 |
| S. D. Lemona (cedido)        | España | 2010-2011 |
| S. D. Amorebieta (cedido)    | España | 2011-2012 |
| Club Portugalete             | España | 2012-2013 |
| U. E. Sant Andreu            | España | 2013-2014 |
| S. D. Leioa                  | España | 2014-2015 |
| Burgos C. F.                 | España | 2015-2016 |
| Barakaldo C. F.              | España | 2016-2018 |
| U. D. Logroñés               | España | 2018-2021 |
| Cultural y Deportiva Leonesa | España | 2021-2022 |
| Hércules CF                  | España | 2022-Act  |

## Palmarés

### Títulos internacionales
| Título          | Club (*)                  | País    | Año  |
| --------------- | ------------------------- | ------- | ---- |
| Eurocopa sub-17 | Selección española sub-17 | Bélgica | 2007 |

(*) Incluyendo la selección.